# Spa
För andra betydelser, se Spa (olika betydelser).

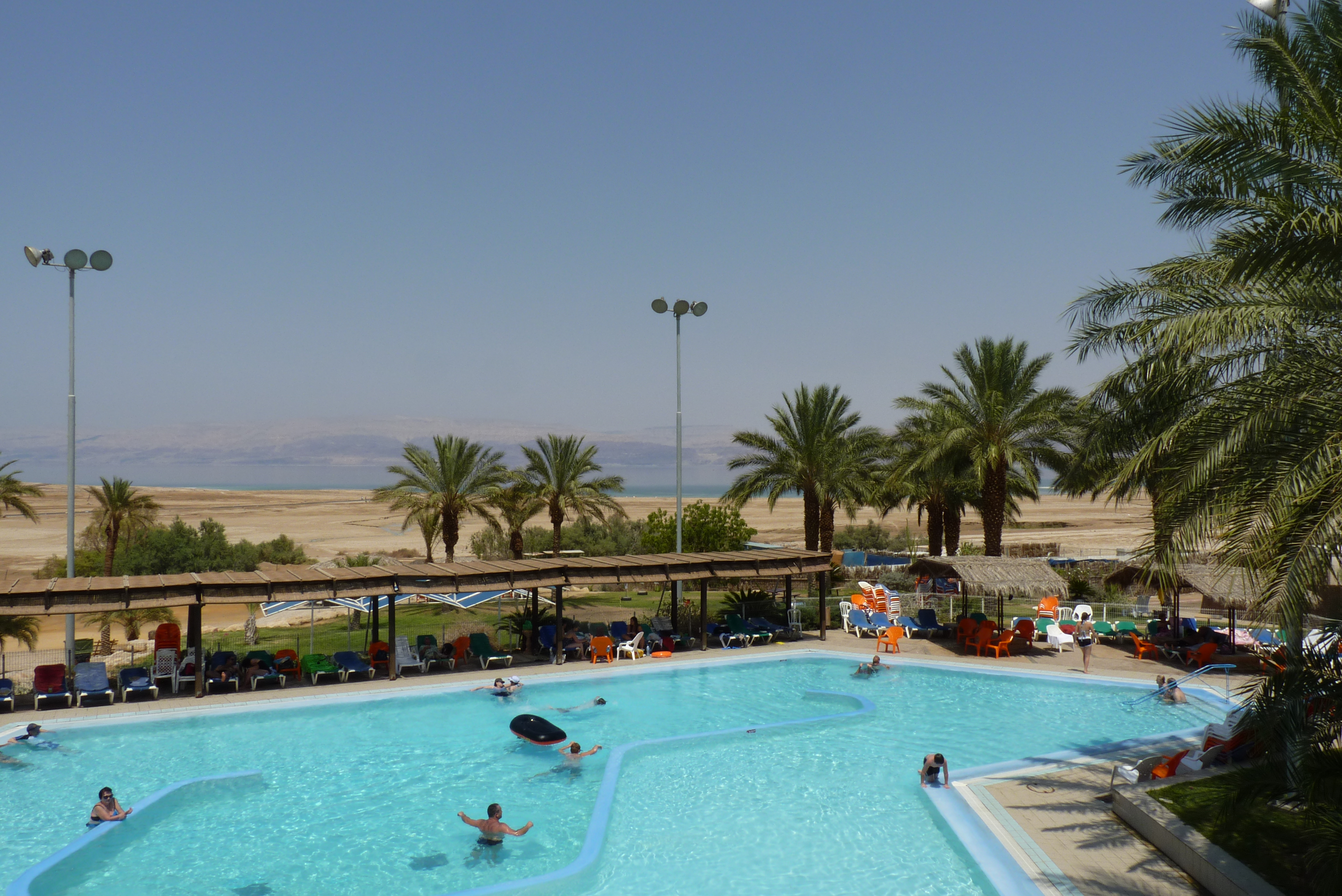
Spainrättning i En-Gedi, Israel.

Spa eller spainrättning är en kuranstalt, där man kan få olika sorters behandling mot krämpor, ofta med vatten och varma bad som ingrediens. Även salonger som erbjuder enklare ansiktsbehandlingar kallar sig idag ofta för spa. I vissa fall kallar sig även hotell eller semesteranläggningar för spa. 

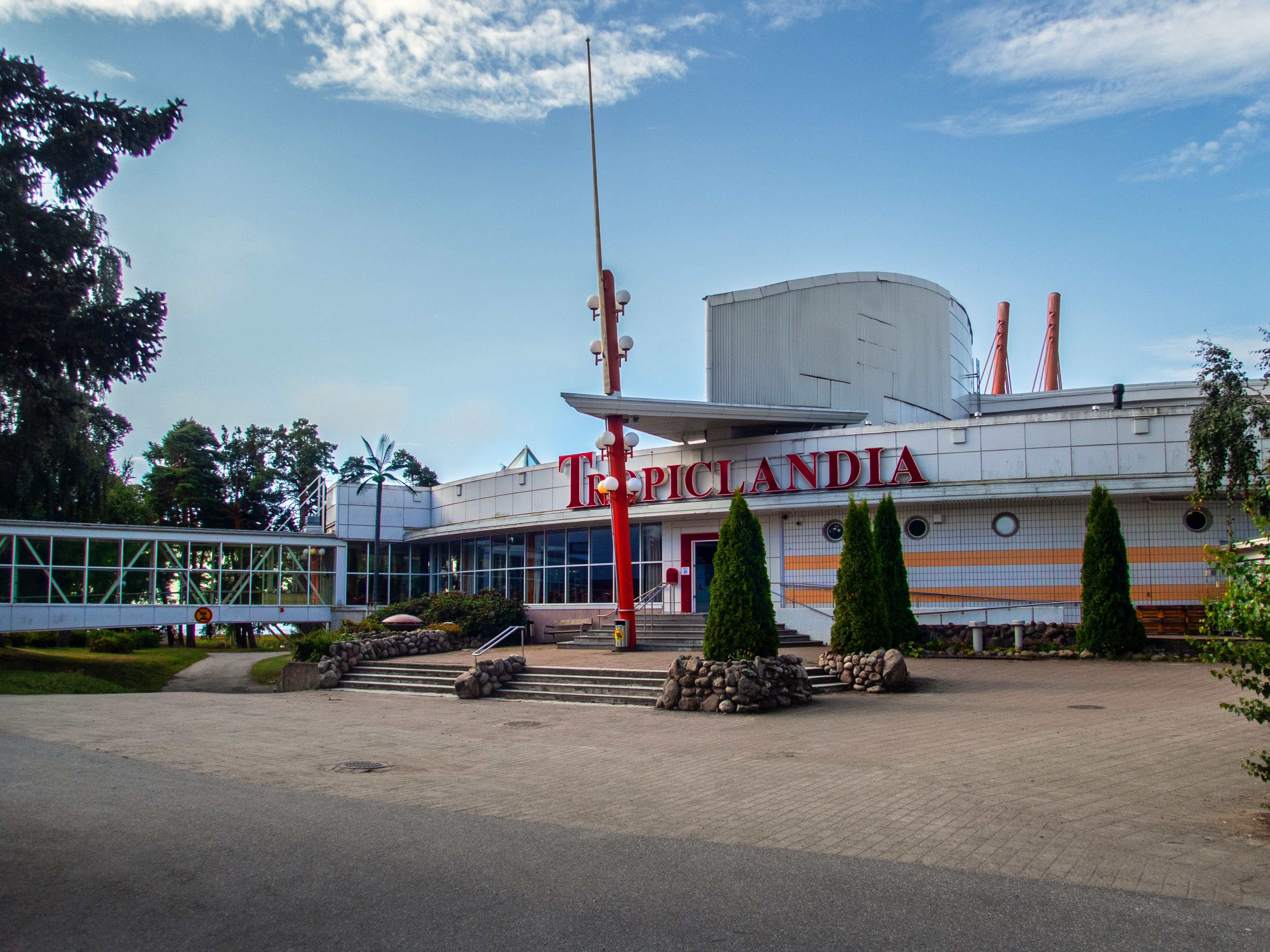
Tropiclandia spa i Vasa, Finland.

Ordet kommer av den belgiska orten Spa, som var en av de första välkända kurorterna. Det påstås dock ibland felaktigt att ordet spa är en förkortning av det latinska uttrycket "salus per aquam" (med vissa varianter) vilket betyder ungefär "hälsa genom vatten" vilket alltså snarare får ses som en backronym.